# Leontyna Halpertowa
Leontyna Halpertowa, tên nhũ danh là Eleonora Halpertowa z Żuczkowskich (Puławy, 14 tháng 4 năm 1803 - 19 tháng 3 năm 1895, Warsaw), là một nữ diễn viên sân khấu người Ba Lan và là nhà dịch thuật. Leontyna Halpertowa là một trong những diễn viên Ba Lan nổi tiếng nhất trong thời đại của mình.

## Cuộc đời
Leontyna Halpertowa ra mắt khán giả lần đầu trên sân khấu Warsaw năm 1821. Cùng với Bonawentura Kudlicz, bà đã đi lưu diễn ở Płock, Poznań và Kalisz. Từ năm 1824 đến năm 1851, bà hoạt động nghệ thuật trong các nhà hát ở Warsaw và giảng dạy tại Trường Kịch nghệ Warsaw. Bà là một trong những diễn viên Ba Lan nổi tiếng nhất trong thời đại lúc bấy giờ, được miêu tả là người có cả tài năng và xinh đẹp; bà được xem là một nghệ sĩ có tài năng lớn và đã đạt được danh tiếng nổi bật nhất ở Ba Lan ở thời ấy.
Bà đã giới thiệu một cuộc cải cách về cách diễn đạt trên sân khấu Ba Lan theo chiều hướng đơn giản.
Leontyna Halpertowa cũng được biết đến với việc dịch thuật cho các vở kịch của nhà hát Ba Lan từ tiếng Pháp.